# Mark Rowley (Schauspieler)

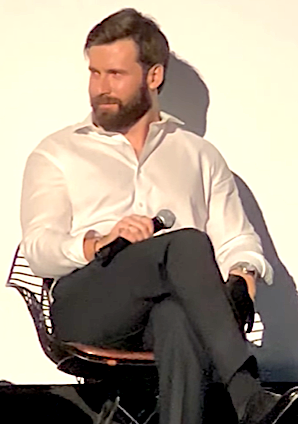
Mark Rowley, 2023

Mark Rowley (* 29. Januar 1990 in Paisley, Renfrewshire) ist ein schottischer Schauspieler und Synchronsprecher.

## Leben
Rowley wurde am 29. Januar 1990 in Paisley als Sohn von Ann und Stephen Rowley, einem Feuerwehrmann, in den Central Lowlands geboren. Sein Interesse an der Schauspielerei wurde, nachdem er Kurse bei der PACE Theatre Company in Paisley besucht hatte, geweckt. 2013 machte er seinen Abschluss an der Royal Conservatoire of Scotland in Glasgow. Bereits während seines Studiums konnte er in kleinen Besetzungen in den Fernsehserien Case Histories, Doctors und Luther erste Erfahrungen als Fernsehdarsteller sammeln. Von 2013 bis 2014 war er in der Fernsehserie River City in der Rolle des Jamie McAllister zu sehen. 2014 mimte er in vier Episoden der Fernsehserie Young Dracula die Rolle des Piers.
Von 2017 bis 2022 stellte Rowley in dem Netflix Original The Last Kingdom die Rolle des irischen Kriegers Finan sowie im 2023 erschienen Spielfilm The Last Kingdom: Seven Kings Must Die dar. 2018 übernahm er die Hauptrolle im Kurzfilm Lift Share, der im Juni 2018 auf dem Edinburgh International Film Festival aufgeführt wurde. Im selben Jahr übernahm er die Rolle des Macbeth im gleichnamigen Film. Eine weitere größere Serienrolle hatte er in The Spanish Princess als Alexander Stewart. Er übernahm Tätigkeiten als Synchronsprecher in den Videospielen Assassin’s Creed Syndicate, Star Wars Battlefront II oder auch Battlefield V. 2023 verkörperte er die männliche Hauptrolle des Felix im Thriller The Eye.

## Filmografie (Auswahl)
- 2011: Case Histories (Fernsehserie, Episode 1x01)
- 2012: Doctors (Fernsehserie, Episode 14x33)
- 2013: Luther (Fernsehserie, Episode 3x03)
- 2013–2014: River City (Fernsehserie, 3 Episoden)
- 2014: Young Dracula (Fernsehserie, 4 Episoden)
- 2014: The Trouble Downstairs (Kurzfilm)
- 2016: Home Fires (Fernsehserie, 2 Episoden)
- seit 2017: The Last Kingdom (Fernsehserie)
- 2018: Macbeth
- 2018: Lift Share (Kurzfilm)
- 2019: Guns Akimbo
- 2020: The Spanish Princess (Fernsehserie, 5 Episoden)
- 2021: Domina (Fernsehserie, Episode 1x08)
- 2021: The North Water (Fernsehserie, Episode 1x01)
- 2022: The Witcher: Blood Origin (Fernsehserie, Episode 1x01)
- 2023: Write Off (Kurzfilm)
- 2023: The Last Kingdom: Seven Kings Must Die
- 2023: T.I.M.
- 2023: The Eye
- 2024: Zwei an einem Tag (One Day, Miniserie, 2 Episoden)
- 2025: SAS: Rogue Heroes (Fernsehserie)

## Synchronisationen (Auswahl)
- 2015: Assassin’s Creed Syndicate (Videospiel)
- 2017: Star Wars Battlefront II (Videospiel)
- 2018: Battlefield V (Videospiel)
- 2020: End Live-Shackle Slaughter PSA (Kurzfilm, Erzähler)
- 2023: Doctor Who: The Eleventh Doctor Chronicles (Podcastserie, Episode 4x02)